# Исламски џихад у Палестини
Покрет исламског џихада у Палестини (арап. حركة الجهاد الإسلامي في فلسطين), познатији као Исламски џихад у Палестини, палестинска је исламистичка паравојна организација која је основана 1981.
Настао је као изданак Муслиманског братства, а био је под идеолошким утицајем исламског режима у Ирану у током свог периода формирања. Члан је Савеза палестинских снага, који одбацује Споразум из Осла и чији је циљ успостављање суверене исламске државе Палестинаца. Позива се на војно уништење Израела и одбацује решење о две државе. Финансијска подршка овој организацији историјски је углавном долазила из Сирије и Хезболаха. Од 2014. године бележи константан пораст своје моћи уз подршку средстава из Ирана.
Наоружано крило чине Бригаде ел Кудс (познате и као „Сараја”), такође формиране 1981. године, које су активне на Западној обали и Појасу Газе, а главна упоришта на Западној обали су градови Хеброн и Џенин. Познат је по бомбашкима самоубицама, нападима на израелске цивиле, као и испаљивању ракета на Израел. Више држава га сматра терористичком организацијом, међу којима су: САД, Европска унија, Уједињено Краљевство, Јапан, Канада, Аустралија, Нови Зеланд и Израел.

## Додата литература
- Islamic Jihad Movement in Palestine official website Архивирано 19 новембар 2012 на сајту
- BBC: Israel and the Palestinians
- Hatina, Meir (2001). Islam and Salvation in Palestine: The Islamic Jihad Movement. Syracuse University Press. ISBN 9652240486.
- Fletcher, Holly (10. 4. 2008). „Palestinian Islamic Jihad”. Council on Foreign Relations. Архивирано из оригинала 11. 5. 2017. г. Приступљено 22. 8. 2012.
- Quartet to Syria: Block 'Jihad' 5 December 2005